# Международная зелёная неделя в Берлине

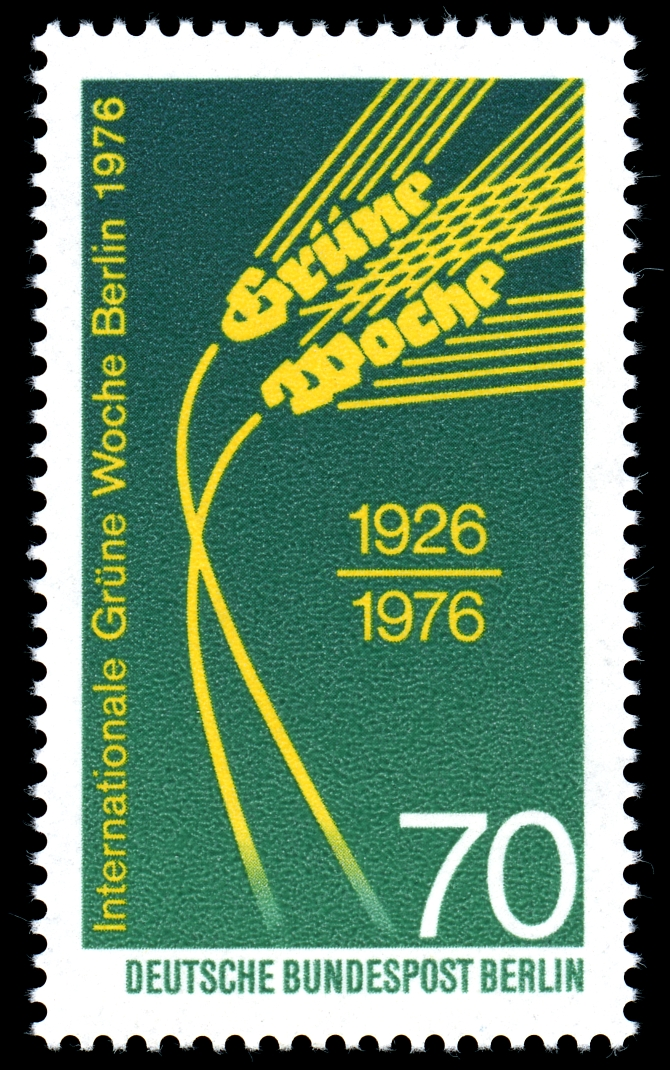
Почтовая марка ФРГ к 50-летию «Зелёной недели»

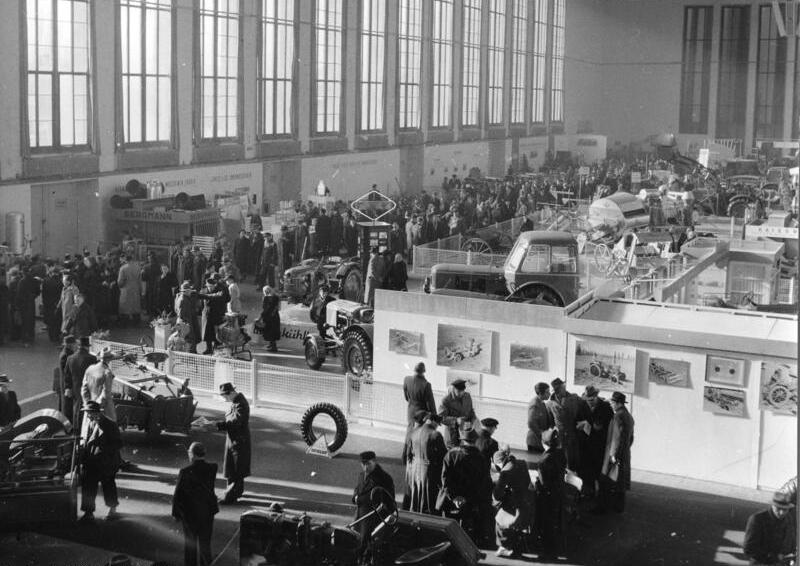
«Зелёная неделя» 1954 года

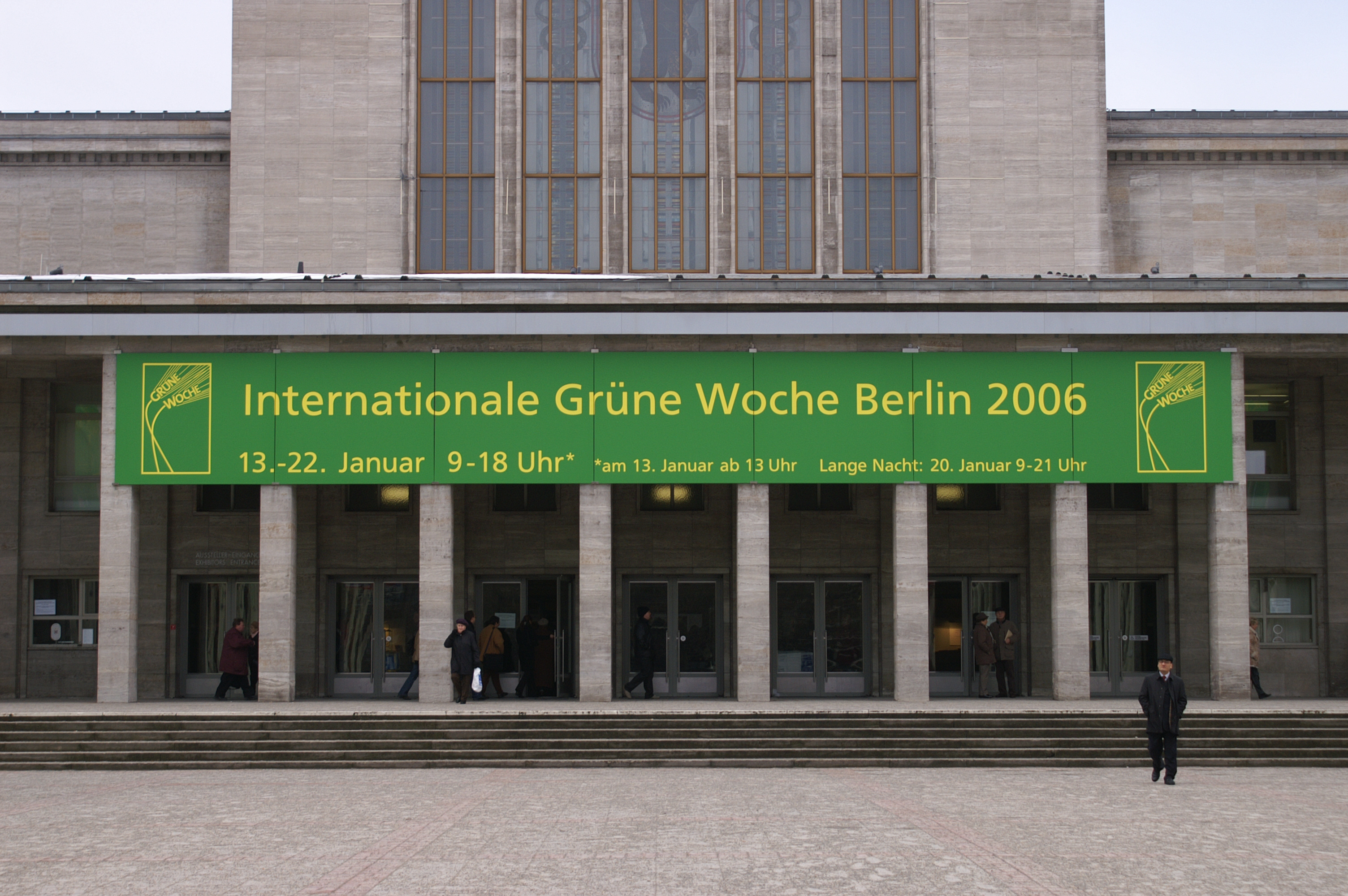
Вход на «Зелёную неделю»

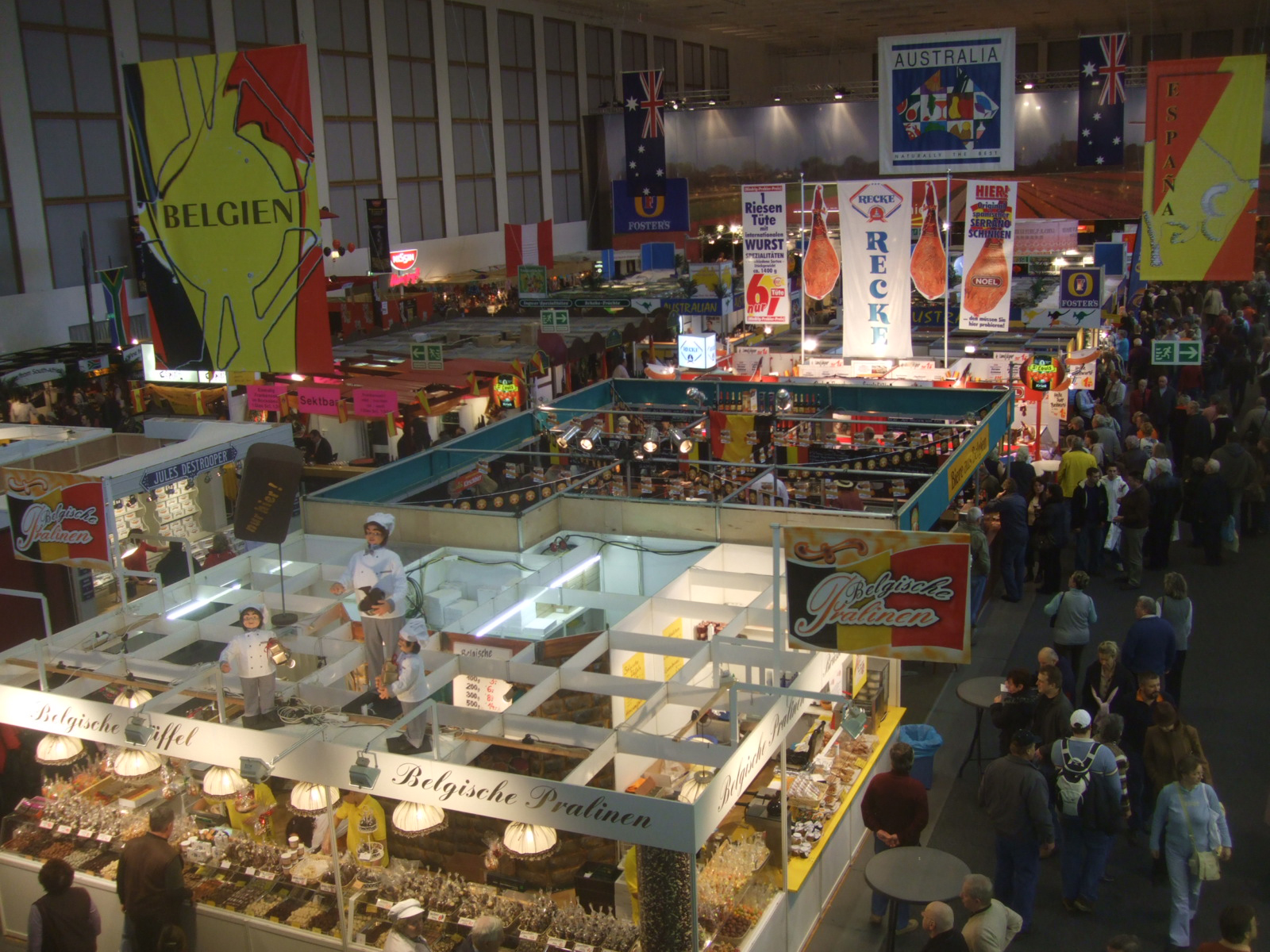
Продукция из Бельгии на «Зелёной неделе» 2008 года

«Международная зелёная неделя в Берлине» (нем. Internationale Grüne Woche Berlin) представляет собой выставку-продажу сельскохозяйственной продукции (в широком смысле этого слова), которую чаще называют кратко — «Зелёная неделя» (нем. Grüne Woche).

## История
В конце XIX века немецких фермеров узнавали в городах по их зелёным пальто из непромокаемого сукна (нем. Lodenmantel). Каждую зиму они собирались на неделю в Берлине, где проходила конференция сельскохозяйственной ассоциации. На многих улицах разворачивалась специализированная торговля — ярмарки лошадей, различных домашних животных, трофеев охотников, посевного материала и так далее.
Странствующая форма торговли постепенно становилась всё более организованной, и фермер по имени Ханс-Юрген фон Хека предложил Берлинскому туристическому офису в 1926 году параллельно с конференцией организовать расширенную сельскохозяйственную выставку-продажу в одном месте площадью 7000 м² на улице Кайзердам (нем. Kaiserdamm) в залах, которые использовались обычно для радио- и автомобильных выставок.
В первый же год ярмарка собрала свыше 50 000 посетителей. Это и считается началом «Зелёной недели».
В 1935 году выставка приобрела эмблему, ставшую визитной карточкой «Зелёной недели». Дизайн разработал Вильгельм Холтер, изобразивший стилизованные колосья пшеницы на зелёном фоне.
Перебои с ежегодным проведением «Зелёной недели» объяснялись распространением ящура в 1938 году, неизбежными трудностями военного и послевоенного периода. Начиная с 1951 года, «Зелёная неделя» вновь становится ежегодной и постепенно приобретает международный размах. Вовлечённость иностранных компаний неуклонно возрастает.
После воссоединения Германии и подключения Восточного блока ещё более активным стало дальнейшее расширение «Зелёной недели». Общее число посетителей в 2010 году насчитывало 400 000, в 2011 году — более 415 000.
При проведении «Зелёной недели» 2008 года агропромышленный форум Восток-Запад был заменён на Международную конференцию министров сельского хозяйства. С тех пор в этом саммите участвуют высокопоставленные представители аграрного сектора и политики из многих стран мира.
Идея обновления выставки приобретает на каждой очередной «Зелёной неделе» свои специфические акценты. Например, в 2012 году расширена образовательная программа, для студентов и выпускников создан «Временный Кампус», чтобы повысить их мотивацию. Разработаны также
10 специальных маршрутов выставки.
Посещаемость 85-й «Зелёной недели», проходившей с 17 по 26 января 2020 года до введения карантинных мер, превысила 400 000 человек (из них около 90 000 специалистов) из 75 стран, что подтвердило международную репутацию ведущей выставки сельского хозяйства, продовольствия и садоводства. Впервые в виртуальном формате проходила 86-я «Зелёная неделя» 20 и 21 января 2021 года.

## Официальные страны-партнёры
В XXI веке появилась концепция стран-партнёров «Зелёной недели». Первой такой страной стала в 2005-м году Чехия, в 2006-м — Россия и так далее:
 Чехия (2005)

 Россия (2006)

 Германия (2007)

 Швейцария (2008)

 Нидерланды (2009)

 Венгрия (2010)

 Польша (2011)

 Румыния (2012)

 Нидерланды (2013)

 Эстония (2014)

 Латвия (2015)

 Марокко (2016)

 Венгрия (2017)

 Болгария (2018)

## Направления и сегменты
На выставке «Зелёная неделя» традиционно демонстрируется продукция различных областей агропромышленного комплекса — пищевой, лесной и деревообрабатывающей промышленности, ландшафтного хозяйства и садоводства. Здесь всесторонне обсуждаются перспективные технологии птицеводства, разведения домашнего скота и т. д.
В начале XXI века особенно вырос интерес к «Зелёной неделе» со стороны экспертов из стран Центральной и Восточной Европы,  прежде всего из России.
Страной-партнёром Международной зелёной недели в 2012 году была выбрана Румыния. В центре внимания выставки-ярмарки 2012 года — фермерский опыт с его лозунгом «Движение в сторону экологически ориентированного роста».

## Место проведения

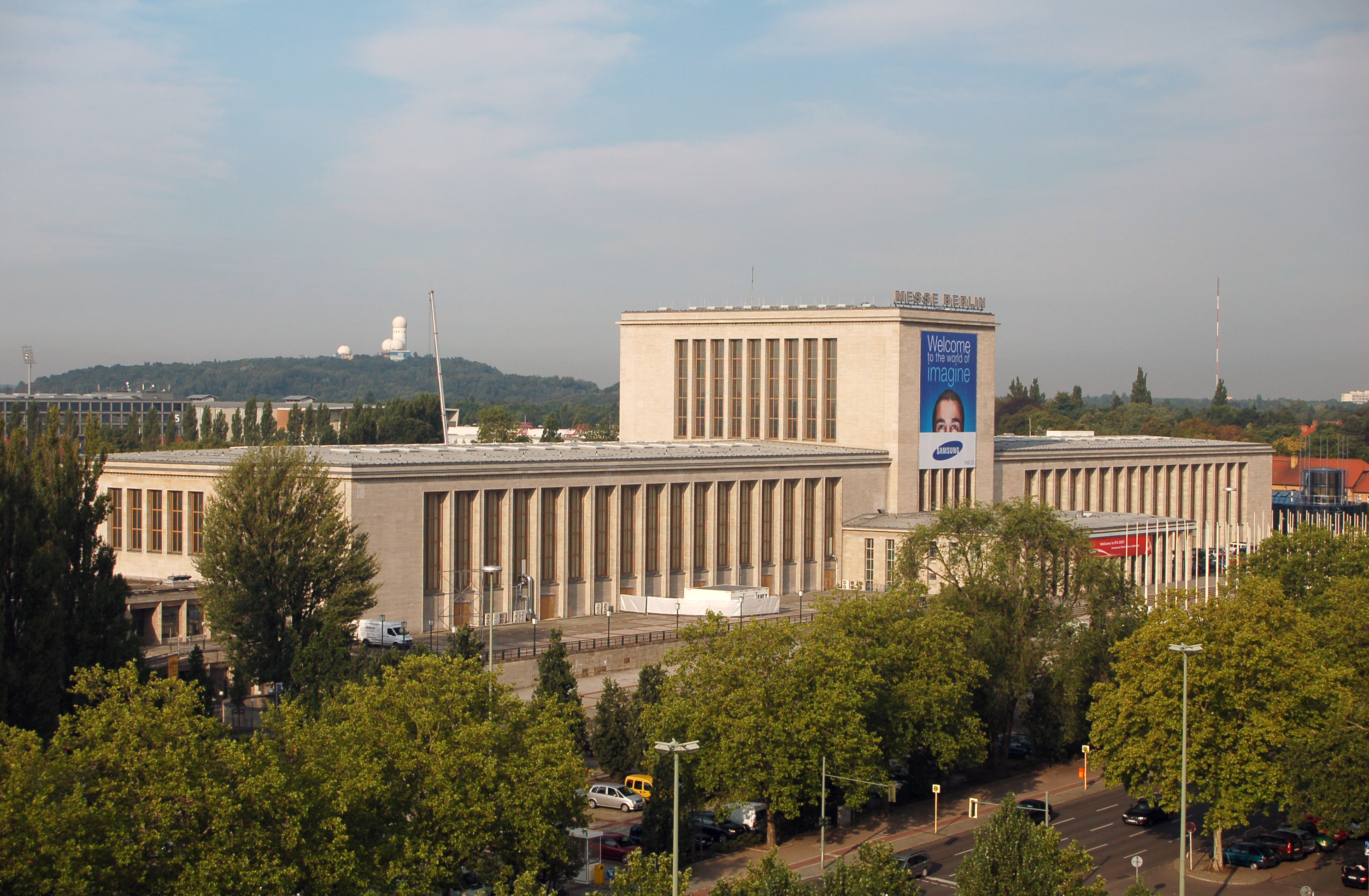
Главный павильон выставочного комплекса

Международная зелёная неделя проводится в выставочном комплексе Мессе Берлин, который объединяет 26 павильонов общей площадью — 160 000 м², плюс открытые выставочные площадки, конференц-залы, офисы, центр обслуживания экспонентов, различные гастрономические заведения, летний сад площадью в 10 000 м².
Во время «Зелёной недели», помимо осмотра экспозиции, в разных павильонах можно принять участие в симпозиумах, встречах с экспертами, различных семинарах и круглых столах. Берлинский международный конгресс-центр, примыкающий к выставочному комплексу, предоставляет свой самый большой зал для официальной церемонии открытия «Зелёной недели» и удобные помещения для всевозможных конференций.

## Транспорт
Напротив северного входа в выставочный комплекс, где проходит «Зелёная неделя», на противоположной стороне Мазуреналлее (нем. Masurenallee) находится Центральный автовокзал «ZOB» для автобусов дальнего следования и пригородных маршрутов.
Поблизости проходят линии Берлинской городской электрички «S-Bahn» (S41, S42, S46 — остановка Messe Nord/ICC или S75, S3 — остановка Messe Süd), Берлинского метрополитена «U-Bahn» (U2 — станция Kaiserdamm) и городские автобусные маршруты X34, X49, 104, 139, 218, 349.
Для персонального автотранспорта предоставляется 12 000 мест парковки.
Удобное прямое транспортное сообщение предусмотрено также от нового международного аэропорта Берлин-Бранденбург и прилегающего к нему Берлинского экспоцентра «Аэропорт».